# Draga, Štore
Draga este o localitate din comuna Štore, Slovenia, cu o populație de 68 de locuitori.